# Australisch-chinesische Beziehungen
Die australisch-chinesischen Beziehungen bezeichnen die bilateralen Beziehungen zwischen Australien und der Volksrepublik China. Zwischen beiden Ländern bestehen sehr intensive Wirtschaftsbeziehungen und für Australien ist China der mit Abstand wichtigste Handelspartner mit einem Drittel des gesamten Außenhandelsvolumens (2021). Chinesen sind bereits im 19. Jahrhundert in größerer Zahl nach Australien ausgewandert und 2021 waren knapp 6 Prozent der Bevölkerung Australiens chinesischer Abstammung. Australien nahm diplomatische Beziehungen zur Volksrepublik im Jahre 1972 auf und verfolgt seitdem eine Ein-China-Politik. Nach der Errichtung einer australischen Botschaft in Peking 1973 wurden die bilateralen Beziehungen deutlich intensiviert und mit dem rasanten Wachstum der Wirtschaft Chinas wurde das Land zum wichtigsten Abnehmer australischer Rohstoffe und Agrarerzeugnisse. 2015 unterzeichneten beide Länder ein Freihandelsabkommen. Die sehr große wirtschaftliche Abhängigkeit Australiens steht allerdings im Konflikt mit seiner engen Sicherheitspartnerschaft mit den Vereinigten Staaten und der westlichen geopolitischen Orientierung des Landes. In der Regierungszeit von Xi Jinping haben sich die Beziehungen zwischen beiden Ländern deutlich abgekühlt. Grund dafür sind zahlreiche Meinungsverschiedenheiten und auch chinesische Versuche, auf die australische Politik und die dortigen Auslandschinesen Einfluss zu nehmen.

## Geschichte

### Frühe Beziehungen
Die Zahl der Chinesen in Australien stieg in der Zeit des viktorianischen Goldrausches erheblich an und betrug 1861 rund 40.000, was 3,3 % der Gesamtbevölkerung entsprach. Liang Lan-hsun war der erste chinesische Generalkonsul in Australien, der 1909 von der Regierung des Qing-Reiches nach Melbourne, dem damaligen Sitz der australischen Regierung, entsandt wurde. Australien war zu dieser Zeit ein Teil des Britischen Weltreichs und hatte keine eigenständige Außenpolitik. Die chinesische Gemeinschaft hatte sich seit vielen Jahren für ein Qing-Konsulat in Australien eingesetzt, doch das britische Außenministerium sträubte sich gegen eine solche Einrichtung. Nach Gründung der Föderation Australien wuchs der Wunsch der Chinesen für eine Vertretung in Australien aufgrund des Beginns der White Australia Policy und der antichinesischen Stimmung nach dem Erlass des Immigration Restriction Act 1901. Die Republik China ersetzte 1912 schließlich die Qing. Der Kanton-Hongkong-Streik sorgte in den 1920er Jahren für Spannungen zwischen China und Australien und nach dem Nordfeldzug kritisierte die Kuomintang-Regierung die Diskriminierung der Chinesen in Australien. Als Reaktion darauf wurden die australischen Vorschriften für chinesische Einwohner und Besucher gelockert, sodass es für chinesische Staatsangehörige einfacher wurde, Australien zu besuchen oder dort zu studieren. In den 1930er Jahren kam es zu einem Aufschwung der bilateralen Beziehungen. Das chinesische Generalkonsulat wurde umstrukturiert und nach Sydney verlegt und weitere Vertretungen in Australien eröffnet. Als erstes chinesisches Staatsoberhaupt besuchte Lin Sen 1932 Australien. Im Jahr 1941, nachdem Australien von Großbritannien die Kontrolle über seine Außenpolitik erlangt hatte, nahm es offizielle diplomatische Beziehungen zur Republik China auf und 1948 wurden die gegenseitigen Außenvertretungen zu Botschaften aufgewertet.

### Nach 1949

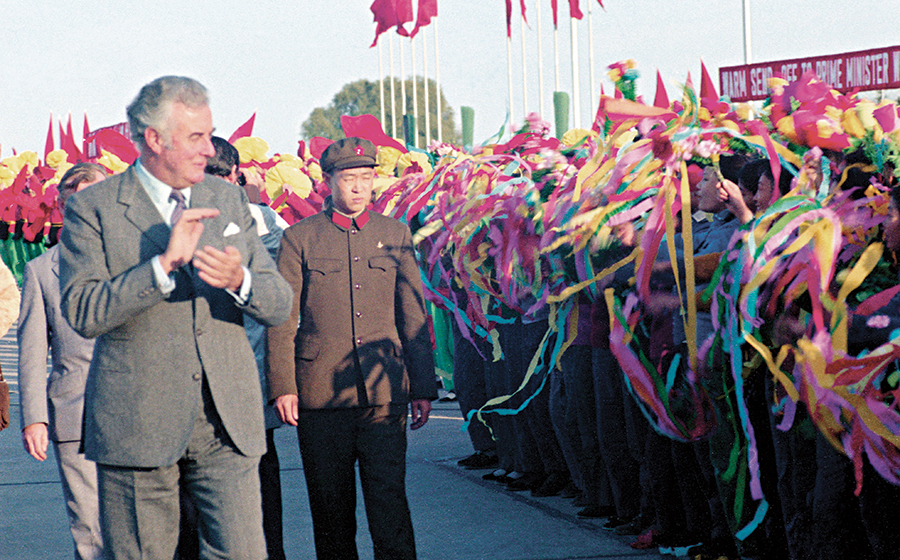
Gough Whitlam in China (1973)

Nach der Gründung der Volksrepublik China im Jahr 1949 und dem Rückzug der Regierung der Republik China nach Taiwan erkannte Australien die Volksrepublik nicht an. Das Vereinigte Königreich unter Labour-Premierminister Clement Attlee schlug 1949 vor, dass Großbritannien, Australien und Neuseeland die neue Regierung gemeinsam anerkennen sollten. Die australische und die neuseeländische Regierung waren jedoch besorgt über die Auswirkungen auf die Innenpolitik in einer Zeit, in der der Kommunismus als wachsende Bedrohung wahrgenommen wurde, und wollte die Volksrepublik vorerst nicht anerkennen. Der Koreakrieg (1950–1953), wo die Volksrepublik intervenierte und australische Soldaten gegen Chinesen kämpften, ließ eine Anerkennung schließlich in weite Ferne rücken. Daraufhin kam es zu einer längeren Unterbrechung der australischen Beziehungen zu Festlandchina, wobei lediglich zu Taiwan offizielle diplomatische Kontakte bestanden. Die Wende kam 1971, als der Labor-Oppositionsführer Gough Whitlam China noch vor Henry Kissingers historischem Besuch bereiste. Im Dezember 1972, nach Whitlams Sieg bei den Wahlen in jenem Jahr, nahm Australien diplomatische Beziehungen zur Volksrepublik China auf und beendete die Anerkennung der Republik China von Chiang Kai-shek. Im folgenden Jahr besuchte Whitlam als erster australischer Staatschef China und eine australische Botschaft wurde eröffnet. Nach den von Deng Xiaoping eingeleiteten Reform- und Öffnungspolitik konnten die Wirtschaftsbeziehungen deutlich ausgebaut werden. Australien hat dabei von dem chinesischen Bedarf an natürlichen Ressourcen profitiert, welche benötigt wurden, um Chinas Wirtschaft und Infrastruktur zu modernisieren und den wachsenden Energiebedarf des Landes zu decken. Durch eine Liberalisierung des australischen Einwanderungsrechts kam es außerdem ab den 1970er Jahren zu einer erneuten Einwanderungswelle von Chinesen.

Im Jahre 2007 stieg China schließlich zum wichtigsten Handelspartner für Australien auf und löste damit die USA ab. Dank seiner engen wirtschaftlichen Beziehungen zu China konnte Australien auch die Weltfinanzkrise 2007–2008 verhältnismäßig gut überstehen, welche andere Länder deutlich stärker traf. Die Amtszeiten von Kevin Rudd als australischem Premierminister (2007–2010 und 2013) wirkte sich vorteilhaft für die chinesisch-australischen Beziehungen aus, insbesondere da Rudd der erste Premierminister war, der fließend Mandarin sprechen konnte und er die Beziehungen zu asiatischen Staaten zu einer Priorität seiner Außenpolitik machte. Er bot China eine „wahre Freundschaft“ an und forderte das Land auf, Stakeholder in einer „harmonischen Weltordnung“ zu werden. 2013 vereinbarten beide Länder eine strategische Partnerschaft, mit regelmäßigen Treffen auf der Regierungsebene und 2014 wurden die Verhandlungen über ein Freihandelsabkommen abgeschlossen. Die Beziehungen erreichten damit ihren Höhepunkt. Danach begannen sie sich allerdings abzukühlen. Im Juni 2017 ordnete Premier Malcolm Turnbull nach Medienberichten über chinesische Versuche der Beeinflussung australischer Politiker und der Ausübung von Druck auf internationale Studenten, die in Australien studieren, eine umfassende Untersuchung chinesischer Spionage und ausländischer Einmischung an. So hatte die Kommunistische Partei Chinas Druck auf chinesische Diasporagruppen ausgeübt und versucht, mit Geld die Positionen australischer Politiker zu beeinflussen, um seine Interessen zu fördern. Infolgedessen wurden ausländische Parteispenden verboten und Australien verbannte Huawei 2018 aus seinem 5G-Netz. Im November 2019 strahlte der australische Nachrichtensender Nine Network einen Bericht über angebliche Versuche Chinas aus, das australische Parlament zu unterwandern, indem der Autohändler Bo „Nick“ Zhao angeworben wurde, um bei einer Wahl in einem Wahlkreis zu kandidieren. Zhao wurde später in einem Hotelzimmer in Melbourne tot aufgefunden, wobei die Todesursache ungeklärt blieb. Premierminister Scott Morrison bezeichnete den Vorfall als „zutiefst beunruhigend und besorgniserregend“.

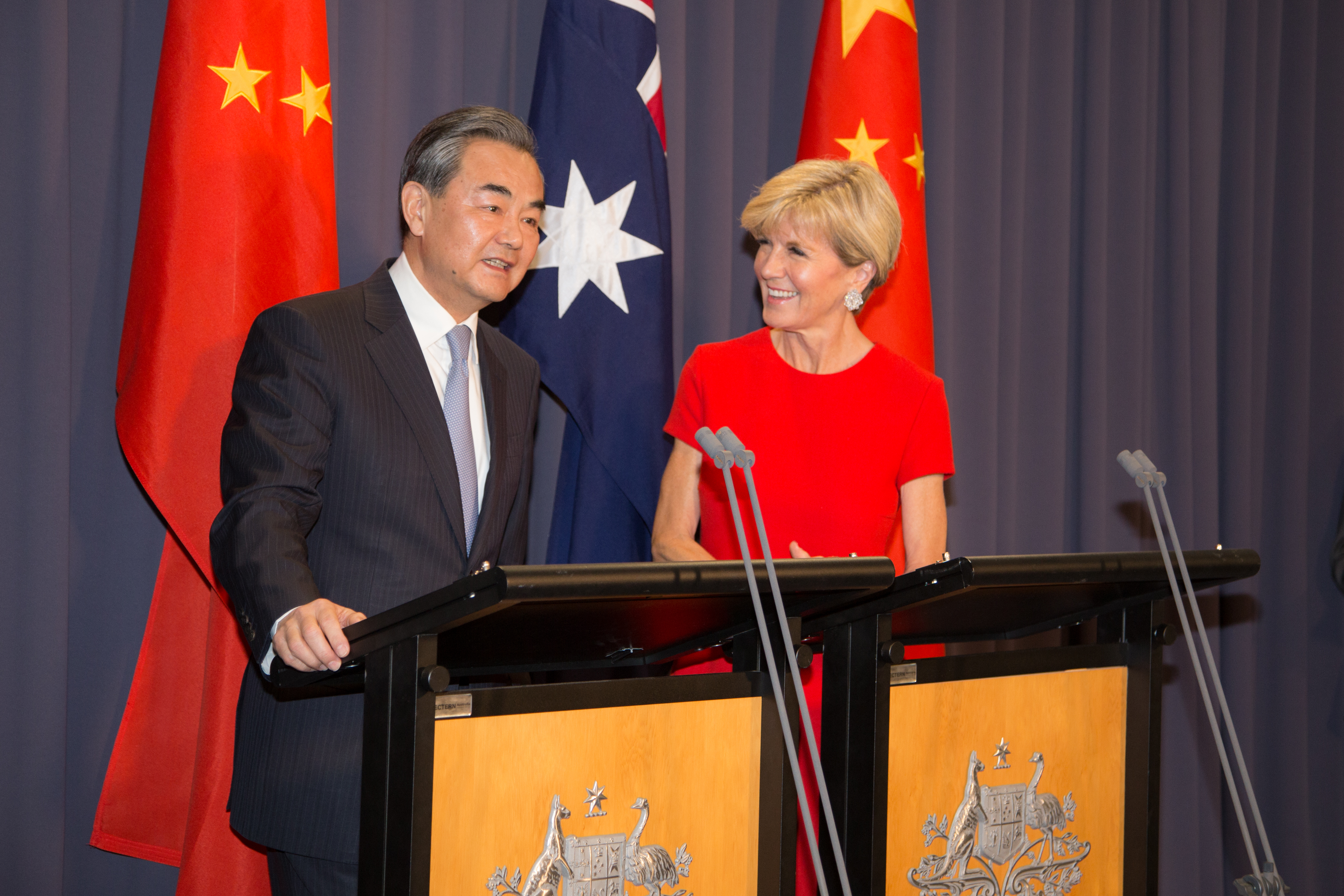
Die Außenminister Yi Gang und Julie Bishop (2017)

Australien kritisierte die chinesischen Territorialansprüche im Südchinesischen Meer, die Verabschiedung des Sicherheitsgesetzes für Hongkong sowie die Verfolgung der Uiguren und intensivierte seine Sicherheitszusammenarbeit mit den USA und asiatisch-pazifischen Staaten im Rahmen des Quadrilateral Security Dialogue. Nach dem Beginn der weltweiten COVID-19-Pandemie forderte Australien 2020 eine unabhängige internationale Untersuchung über den Ursprung der Pandemie, was die Chinesen verärgerte. Die Volksrepublik China verstärkte deshalb einen bereits begonnenen Handelskrieg gegen Australien mit Strafzöllen auf australisches Rindfleisch und Getreide. Am 17. November 2020 überreichte ein Beamter der chinesischen Botschaft in Canberra einem australischen Journalisten eine Liste mit 14 chinesischen Vorwürfen gegen Australien, in denen die australische China-Politik kritisiert wurde. Infolge des Zusammenbruchs der Beziehungen mit China sprachen sich über 90 Prozent der Australier in Umfragen für eine stärkere Diversifizierung des australischen Außenhandels aus und nur noch 24 Prozent trauten der chinesischen Regierung. Im September 2021 kündigte Australien eine neue trilaterale militärische Sicherheitspartnerschaft mit den USA und dem Vereinigten Königreich für den Indopazifik mit dem Namen AUKUS an, in deren Rahmen Australien ankündigte konventionell bewaffnete U-Boote mit Nuklearantrieb zu erwerben. Obwohl China in den Ankündigungen nicht ausdrücklich erwähnt wird, wurde dies als einen schweren Schlag für die australisch-chinesischen Beziehungen angesehen, da Australien damit militärisch eng mit den USA verbündet sein wird. Die Regierung Chinas kritisierte das Bündnis und warf den beteiligten Staaten vor, ein Wettrüsten starten zu wollen. Ende März 2022 kritisierte wiederum die australische Regierung den Entwurf eines Sicherheitspakts zwischen China und den Salomonen, der es Peking erlauben würde, Streitkräfte im Land zu stationieren und einen Militärstützpunkt zu errichten, was die Australier beunruhigte.
Die Beziehungen zwischen den beiden Ländern begannen sich wieder zu verbessern, nachdem Anthony Albanese von der Labor Party die Parlamentswahl 2022 gewonnen hatte. Im November 2023 besuchte Albanese als erster australischer Premierminister seit sieben Jahren erstmals wieder die Volksrepublik China. Dabei wurde eine Normalisierung der diplomatische und wirtschaftlichen Beziehungen vereinbart.

## Wirtschaftsbeziehungen

Entwicklung der australischen Exporte nach China

Australien zählt zu den Ländern mit der höchsten Abhängigkeit von der Konjunktur Chinas. Nach der Aufnahme Chinas in die Welthandelsorganisation 2001 ist das Handelsvolumen rasant gewachsen. Knapp 40 Prozent der Exporte Australiens gehen nach China und knapp 20 Prozent der Importe kamen 2021 aus dem Land. China ist der größte Handelspartner Australiens, vor allem wegen der starken Nachfrage Chinas nach Eisenerz, Kohle, Agrargütern und Flüssigerdgas. Im Gegenzug importiert Australien mehrheitlich industrielle Erzeugnisse. Von großer wirtschaftlicher Bedeutung für Australien sind aber auch die Ausgaben chinesischer Touristen und Auslandsstudenten in Australien. Zahlreiche wohlhabende Chinesen haben zudem Immobilien in Australien erworben. So haben chinesische Käufer zwischen 2007 und 2014 Investments in Höhe von über 20 Milliarden Dollar auf dem Immobilienmarkt getätigt.
Die Handelsbeziehungen wurden ab 2018 negativ von der Entwicklung der politischen Beziehungen zwischen beiden Ländern beeinflusst. Australien verbot aus Sicherheitsgründen den chinesischen IT-Konzern Huawei und China erhob trotz einem 2015 geschlossenen Freihandelsabkommen verschiedene Strafzölle auf australische Waren.

## Kulturbeziehungen

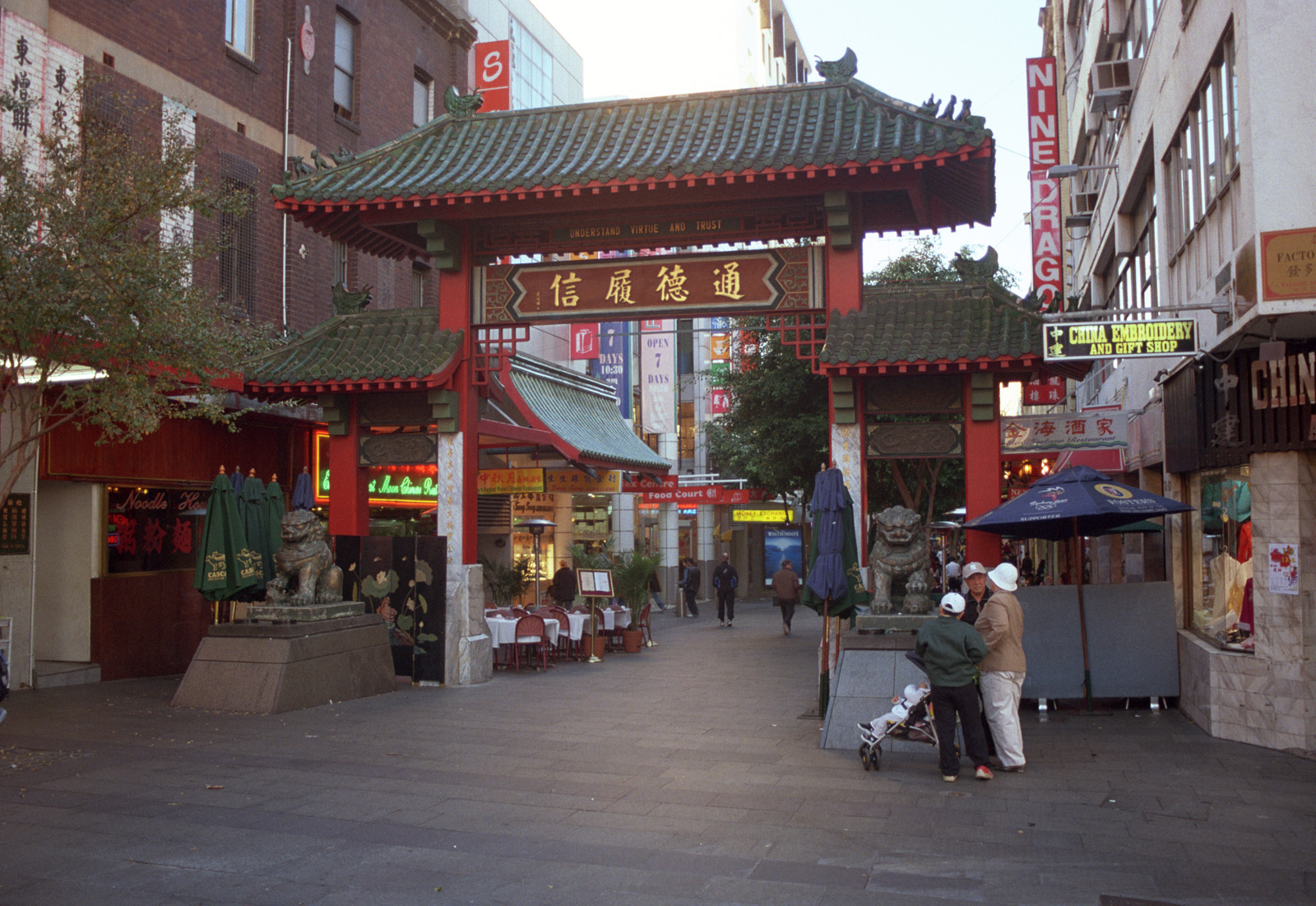
Chinatown in Sydney

Australien hat zahlreiche Einwanderer aus China aufgenommen, die sich zu einer bedeutenden Minderheitengruppe in der australischen Gesellschaft entwickelt haben. Beim australischen Zensus 2021 gaben 1,3 Millionen Menschen chinesischer Abstammung an, was 5,5 Prozent der Gesamtbevölkerung war. In den Städten Melbourne, Sydney und Brisbane leben heute zahlreiche in Australien geborene Chinesen oder in China geborene Migranten, während es in den regionalen Zentren, insbesondere in Victoria und New South Wales, kleinere chinesische Gemeinschaften gibt. Außerdem gibt es Chinatowns in allen australischen Hauptstädten, einschließlich Darwin, und große öffentliche chinesische Neujahrsfeiern in Melbourne und Sydney. Der ehemalige Premierminister Kevin Rudd hat Verbindungen zur chinesischen Kultur, da er an der Australian National University in Canberra Chinesisch studiert hat. Aufgrund der engen Beziehungen zu China gibt es in Australien zahlreiche Stiftungen und Denkfabriken, welche sich mit China beschäftigen wie das Australia China Relations Institute oder das Lowy Institute. Als Kulturvertretungen Chinas in Australien fungieren 13 Konfuzius-Institute, welche allerdings aufgrund ihrer versuchten politischen Einflussnahme ins Zentrum von Kontroversen gerieten, weshalb ihnen die Schließung drohte.
Besonders eng sind die australisch-chinesischen Beziehungen im Bildungswesen. Als englischsprachiges Land mit gutem Bildungswesen ist Australien ein beliebtes Ziel für Kinder der chinesischen Oberschicht. Im Juni 2022 gab es über 140.000 Chinesen an australischen Universitäten und anderen Bildungseinrichtungen, im Jahr 2019 vor der COVID-19-Pandemie waren es sogar knapp 250.000. Auch für australische Auslandsstudenten ist China ein beliebtes Ziel mit 4.700 australischen Studenten in China (2014).